# Il cocktail del diavolo
Il cocktail del diavolo (If He Hollers, Let Him Go!) è un film del 1968 diretto da Charles Martin (1910-1983).
È un film drammatico a sfondo poliziesco statunitense con Dana Wynter, Raymond St. Jacques e Kevin McCarthy. È basato sul romanzo del 1945 E se grida, lascialo andare (If He Hollers Let Him Go) di Chester Himes.

## Produzione
Il film, diretto e sceneggiato da Charles Martin su un soggetto di Chester Himes, fu prodotto dallo stesso Martin per la Cinerama Productions e la Forward Films e girato Il titolo di lavorazione fu  Night Hunt.

## Distribuzione
Il film fu distribuito con il titolo If He Hollers, Let Him Go! negli Stati Uniti dal 2 ottobre 1968 (première a Philadelphia) al cinema dalla Cinerama Releasing Corporation. È stato distribuito anche con il titolo Dead Right.
Altre distribuzioni:
- in Germania Est il 25 dicembre 1970
- in Turchia nel febbraio del 1971 (Tanri Benimledir)
- in Danimarca il 5 febbraio 1971 (Dømt på forhånd)
- in Germania Ovest (...aber das Blut immer rot)
- in Brasile (Caminho do Patíbulo)
- in Spagna (El pacto de los canallas)
- in Italia (Il cocktail del diavolo)
- in Grecia (Nea Yorki, ora misous)
- in Francia (Ramenez-le mort ou vif!)

## Critica
Secondo Leonard Maltin il film è caratterizzato da "un sacco di cliché, più le celeberrime scene di nudo della McNair".

## Promozione
La tagline è: "Made With Muscle, Nerve... Shock!".